# Liste des guerres d'Haïti
Cette liste regroupe les guerres et conflits ayant eu lieu sur l'actuel territoire haïtien ou ayant vu la participation d'Haïti sous ses différentes entités. Voici une légende facilitant la lecture de l'issue des guerres ci-dessous :
- Victoire haïtienne
- Défaite haïtienne
- Autre résultat (par exemple un traité ou une paix sans un résultat clair, un statu quo ante bellum, un résultat inconnu ou indécis)
- Conflit en cours

## République d’Haïti
| Début             | Fin              | Nom du conflit                        | Belligérants | Belligérants | Lieu | Issue |
| Début             | Fin              | Nom du conflit                        | Alliés (y compris Haïti) | Ennemis | Lieu | Issue |
| ----------------- | ---------------- | ------------------------------------- | --- | --- | --- | --- |
| 22 août 1791      | 1er janvier 1804 | Révolution haïtienne                  | Esclaves noirs insurgés royalistes (1791-1793) Royaume de Grande-Bretagne Royaume d'Espagne (1793-1795) Royalistes français Rebelles Haïtiens (1802-1803) | Royaume de France, puis République française | Haïti | Victoire des rebelles haïtiens Indépendance d'Haïti, Massacre des Blancs et des Métis |
| juin 1799         | mars 1800        | Guerre des couteaux                   | Partisans de Toussaint Louverture | Partisans d'André Rigaud | Haïti | Victoire des partisans de Toussaint Louverture. Fuite d'André Rigaud pour la France. |
| 28 juillet 1915   | 1er août 1934    | Occupation d'Haïti par les États-Unis | Rebelles haïtiens | États-Unis Gouvernement d'Haïti | Haïti | Victoire américaine. Occupation d'Haïti par les États-Unis |
| 1917              | 11 novembre 1918 | Première Guerre mondiale              | Triple-Entente : Royaume de Serbie Empire russe (1914-1917) puis RSFS de Russie (1917 - mars 1918) France Belgique Luxembourg Royaume-Uni de Grande-Bretagne et d'Irlande Royaume du Monténégro Empire du Japon Royaume d'Italie (1915-1918) Royaume de Roumanie (1916-1918) États-Unis (1917-1918) Haïti (1917-1918), Royaume de Grèce (1917-1918) Et autres...                                                                            | Triple-Alliance : Autriche-Hongrie Empire allemand Empire ottoman Royaume de Bulgarie (1915-1918) | Europe, Afrique, Moyen-Orient, Chine, Océanie Océan Pacifique, Océan Atlantique                                                   | Victoire de la Triple-Entente Traité de Brest-Litovsk (1918) Traité de Versailles (1919) Traité de Saint-Germain-en-Laye (1919) Traité de Neuilly (1919) Traité de Trianon (1920) Traité de Sèvres (1920)                                                                         |
| 1941              | 7 décembre 1945  | Seconde Guerre mondiale               | Alliés : Pologne France (1939-1940) puis France libre Royaume-Uni Australie Nouvelle-Zélande Union d'Afrique du Sud Canada Danemark (1940-1945) Norvège (1940-1945) Pays-Bas (1940-1945) Belgique (1940-1945) Luxembourg (1940-1945) Royaume de Grèce (1940-1945) Royaume de Yougoslavie (1941-1945) Union soviétique (1941-1945) États-Unis (1941-1945) Haïti (1941-1945), République de Chine (1941-1945) Brésil (1942-1945) Et autres... | Axe : Reich allemand Empire du Japon Royaume d'Italie (1939-1943) Royaume de Hongrie (1940-1945) Royaume de Roumanie (1940-1944) Royaume de Bulgarie (1941-1944) État indépendant de Croatie (1941-1945) Thaïlande République slovaque Et autres... | Europe, Océan Pacifique, Asie, Moyen-Orient, Mer Méditerranée, Océan Atlantique, Afrique, Océanie, Océan Indien, Amérique du Nord | Victoire des Alliés Chute du Troisième Reich Occupation de l'Allemagne et du Japon par les Alliés Création de l'ONU Début du processus de décolonisation Émergence des États-Unis et de URSS en tant que superpuissances Bipolarisation, menant vers le début de la Guerre froide |
| 19 septembre 1994 | 31 mars 1995     | Opération Uphold Democracy            | Haïti | États-Unis Pologne Argentine | Haïti | Victoire américaine. Retour au pouvoir de Jean-Bertrand Aristide |